# Sophia Kleinherne
Sophia Kleinherne (Telgte; 12 de abril de 2000) es una futbolista alemana. Juega como defensora en el Eintracht Fráncfort de la Bundesliga Femenina de Alemania y en la selección de Alemania.

## Estadísticas

### Clubes
| Club                | País     | Año           |
| ------------------- | -------- | ------------- |
| FSV Gütersloh       | Alemania | 2016-2017     |
| 1. FFC Fráncfort II | Alemania | 2017          |
| Eintracht Fráncfort | Alemania | 2018-presente |

## Palmarés

### Títulos internacionales
| Título                    | Equipo   | Sede        | Año     |
| ------------------------- | -------- | ----------- | ------- |
| Campeonato Europeo Sub-17 | Alemania | Bielorrusia | 2015-16 |

(*) Incluyendo la Selección

### Distinciones individuales
| Distinción                    | Año  |
| ----------------------------- | ---- |
| Medalla Fritz Walter (Bronce) | 2017 |
| Medalla Fritz Walter (Plata)  | 2018 |